# 四番街 (札幌市)

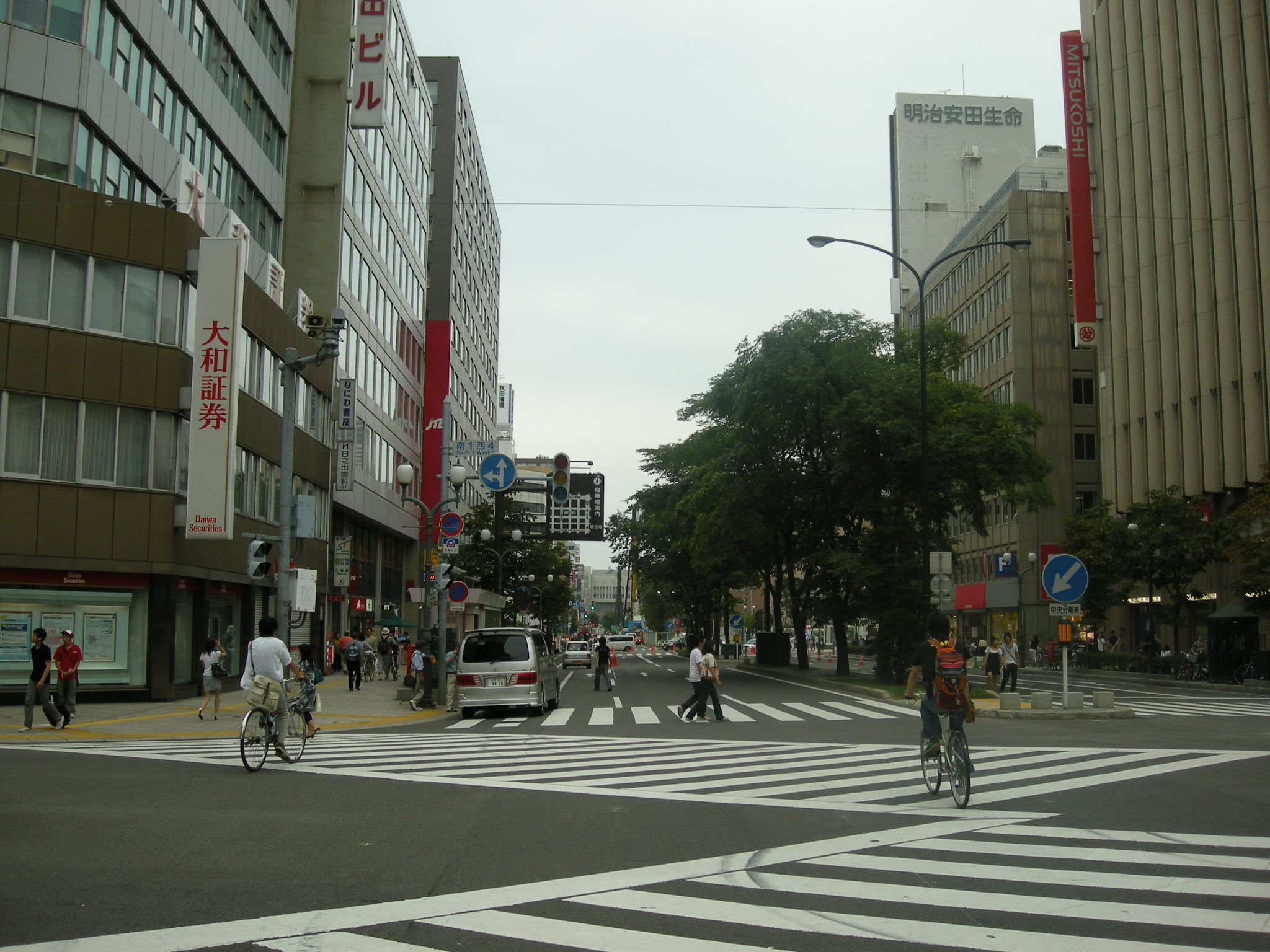
南1西4交差点からJR札幌駅方向を見る（2007年8月）

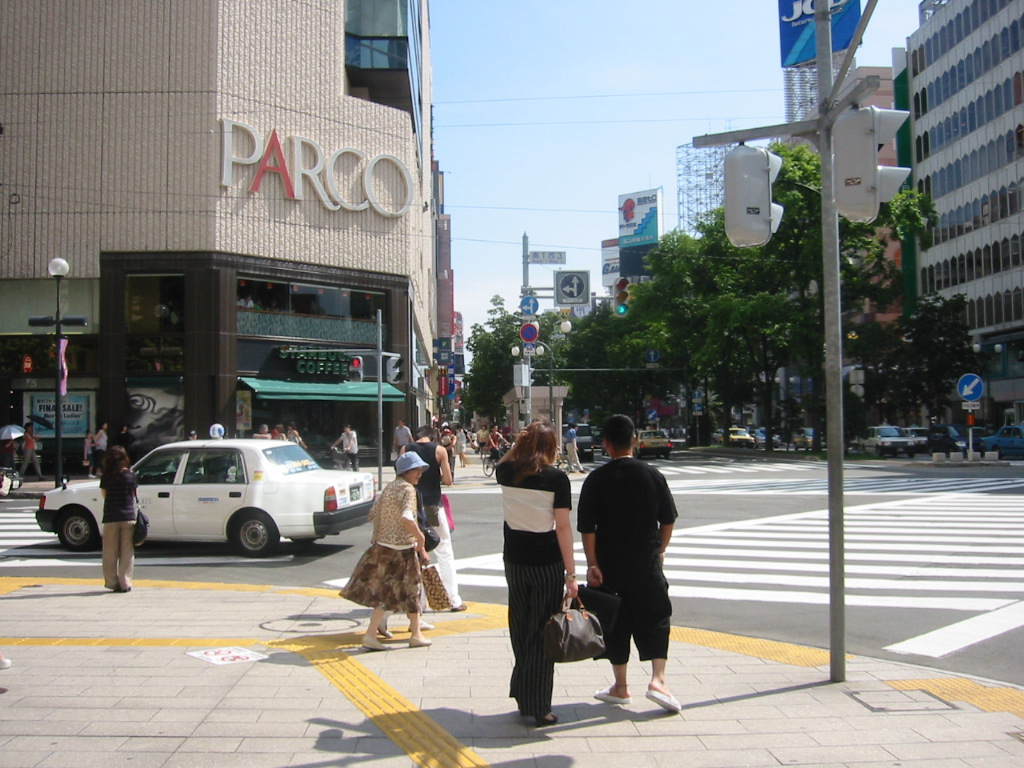
南1西4交差点からすすきの方向を見る（2007年8月）

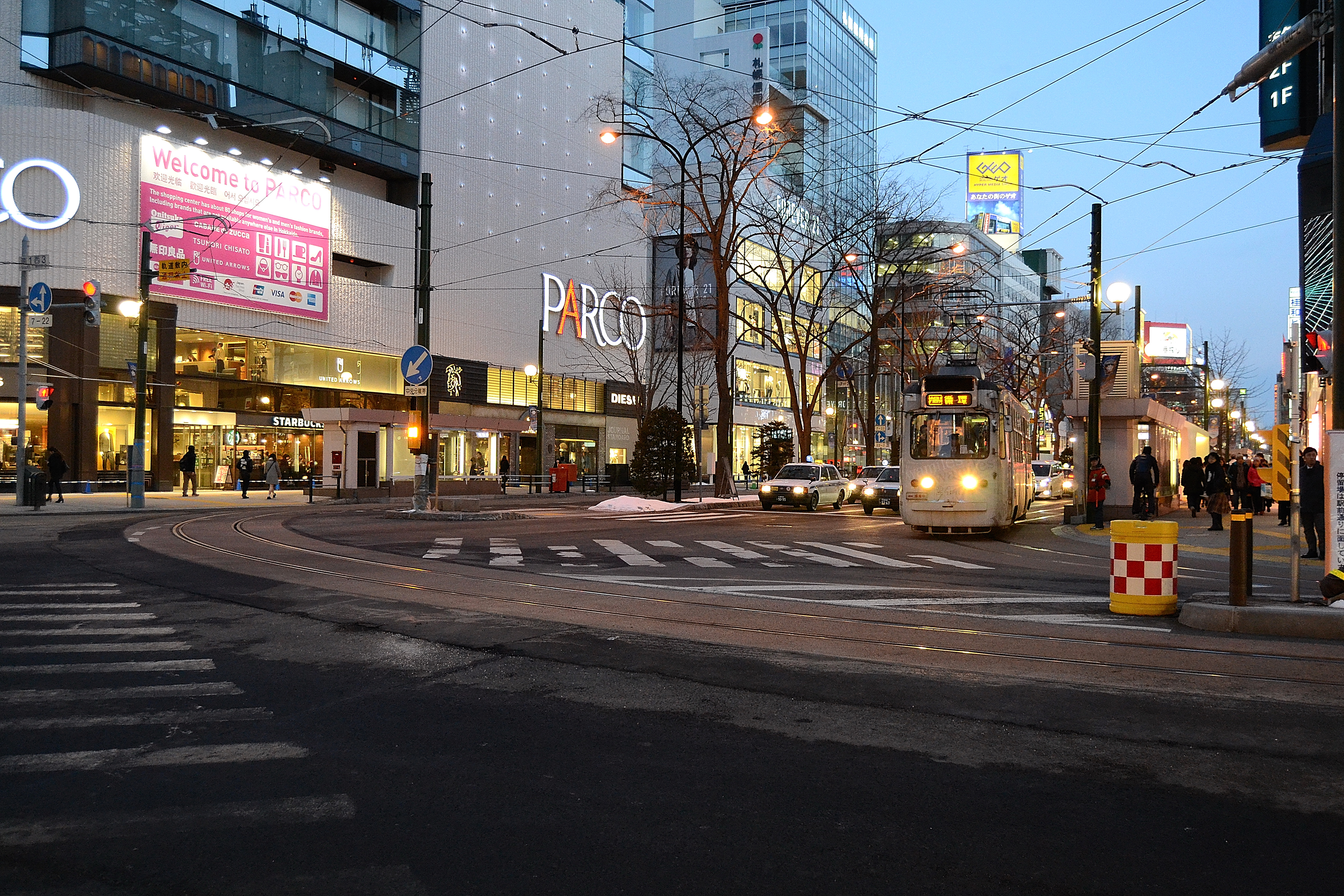
市電ループ化後の南1西4交差点（2016年3月）

四番街（よんばんがい）は、札幌市中央区にある商店街。名称は、かつて「西四丁目通」と呼ばれていた通りを、市民に分かりやすく親しみやすいように「街」をつけたことに由来している。

## 概要
南大通（大通公園）から月寒通（すすきの交差点）までの札幌駅前通沿いに位置しており、百貨店、ファッションビル、量販店などが立ち並ぶ繁華街になっている。南1条通から月寒通（すすきの交差点）までの間には札幌市電が運行している。路面電車が歩道側を走行するサイドリザベーション方式を採用しており、両側に狸小路停留場を設置している。地下にはさっぽろ地下街（ポールタウン）があり、大通駅とすすきの駅に接続している。2011年（平成23年）の「都市再生特別措置法」一部改正により道路占用許可の特例制度が設けられ、札幌駅前通大通地区の国道36号が全国の国道で初めてこの制度を活用した施設「大通すわろうテラス」を開設した。

## 沿革
札幌本府建設により大通以南は商業地として渡島通（現在の南1条通にある札幌一番街）から次第に商店が増加し、1880年（明治13年）に札幌停車場（現在の札幌駅）が開業すると虻田通（駅前通）は渡島通との交点（現在の札幌三越付近）を中心に発展していった。1881年（明治14年）の明治天皇による巡幸を機に札幌の通りの名称を「条丁目」に改正し、虻田通は「西四丁目通」と呼ばれるようになった。
戦後、1949年（昭和24年）に札幌市が開拓使時代に幅11間（約19.8 m）で整備した西四丁目通を大通以北の駅前通と同じ幅20間（約36 m）に拡幅する都市計画を告示した。1950年（昭和25年）には駅前通には3つの振興会が誕生した。1952年（昭和27年）に西四丁目通（駅前通）を含む市中心部を防火地域にして木造建築を禁止すると、老朽化していた店舗を改築するためには都市計画道路の幅36 mまで下げなければならず（セットバック）、敷地がおよそ半分になってしまうことから商店街が強く反発し、話し合いは10年にも及んだ。最終的に、当初からの計画街路36 mは変更しないが「市街地改造法」を併用して地元商店街の犠牲を最小限に抑えることで合意した。1963年（昭和38年）になると南大通から狸小路までの「四丁目振興会」と狸小路から月寒通までの「中心街振興会」が1つになり、北海道内初となる「商店街振興組合法」に基づいた商店街「札幌四番街商店街振興組合」が誕生し、この年から駅前通の拡幅事業が始まった。なお、拡幅事業による最後のビルが竣工したのは、『札幌オリンピック』開催目前の1971年（昭和46年）12月の暮れであった。拡幅後は車両の往来がより激しくなったため、当時の理事長による発案から札幌市内初となる歩行者天国が誕生し、イベントを開催するようになった。市民参加のパレード『四番街サマーフェスティバル』、夏まつりのオープニング『さっぽろマーチングフェスティバル』、『四番街ミュージックカーニバル』など札幌において新たなタイプとなる祭りを開催しており、第1回から第6回までの『YOSAKOIソーラン祭り』メイン会場として使用してきた。

## 加盟施設
| 大通（大通公園）・札幌市営地下鉄大通駅                                                        |                                                   |
| 北海道銀行                                                                                    | 札幌三越北館                                      |
| 日之出ビル                                                                                    | 札幌三越本館                                      |
| 南1条通                                                                                       |                                                   |
| ごまそば八雲                                                                                  | 札幌PARCO                                         |
| ピヴォ（2023年に閉館・解体予定） ダイビルピヴォ南館（旧・桂和MTビル、2023年に閉館・解体予定） | 札幌ゼロゲート 北海道信用金庫                     |
| 南2条通                                                                                       |                                                   |
| 水野メガネ店 札幌ナナイロ                                                                     | ザ・ノット札幌 札幌千秋庵製菓                     |
| 狸小路商店街・札幌市電狸小路停留場                                                            |                                                   |
| アルシュ                                                                                      | ドトールコーヒーショップ札幌狸小路店              |
| 南3条通                                                                                       |                                                   |
| モスバーガー札幌四番街店 コアセ歯科医院 松寿園                                                | 三信ビル                                          |
| 恵愛ビル                                                                                      | ケンタッキーフライドチキン札幌四番街店 八のじビル |
| 月寒通・札幌市営地下鉄すすきの駅                                                              |                                                   |

## 画像集

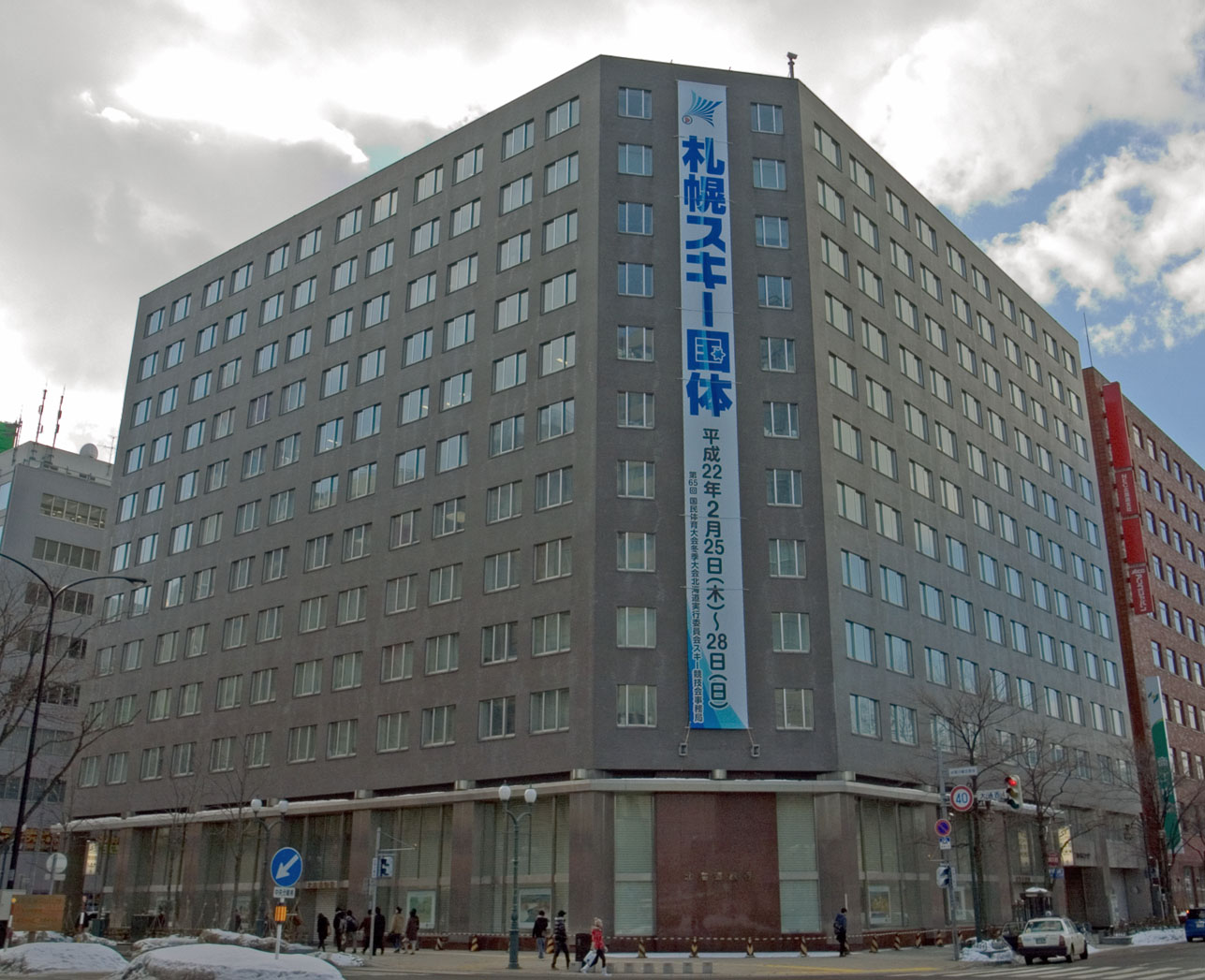
道銀ビルディング（2010年1月）
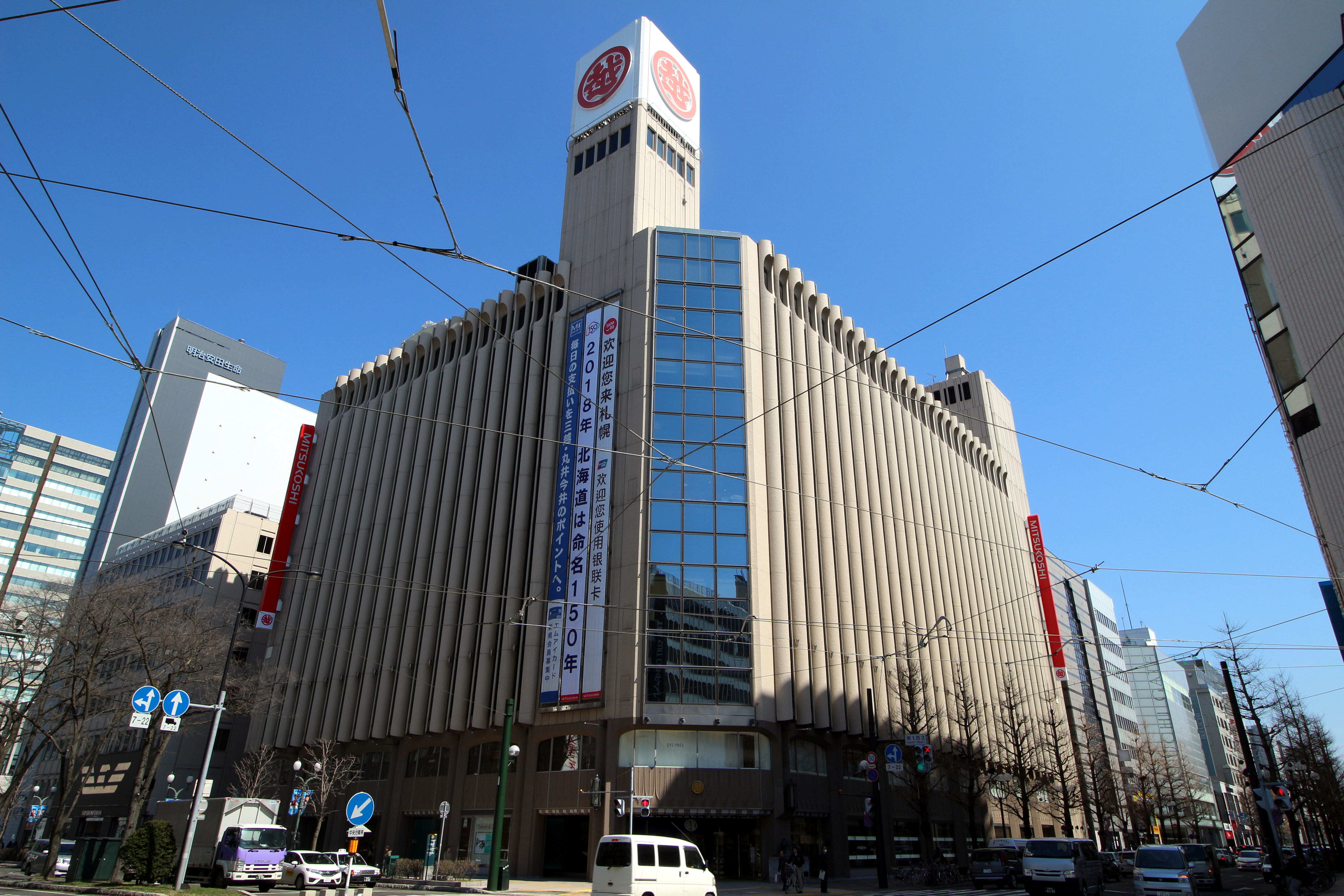
札幌三越本館（2018年4月）
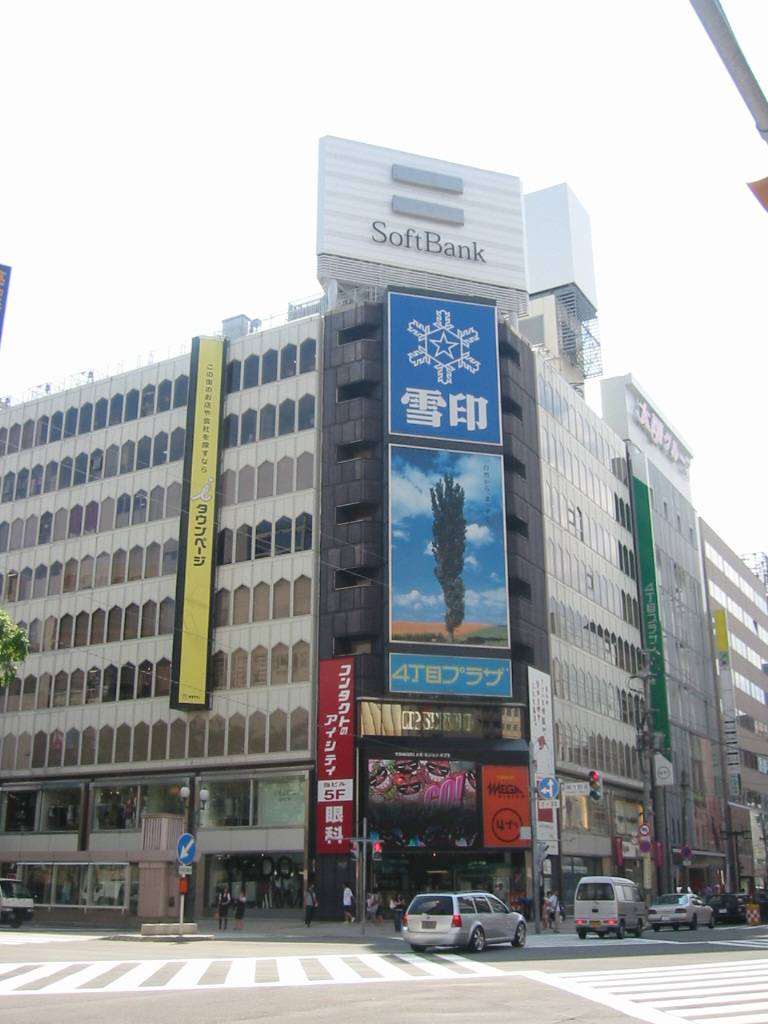
4丁目プラザ（2007年8月）
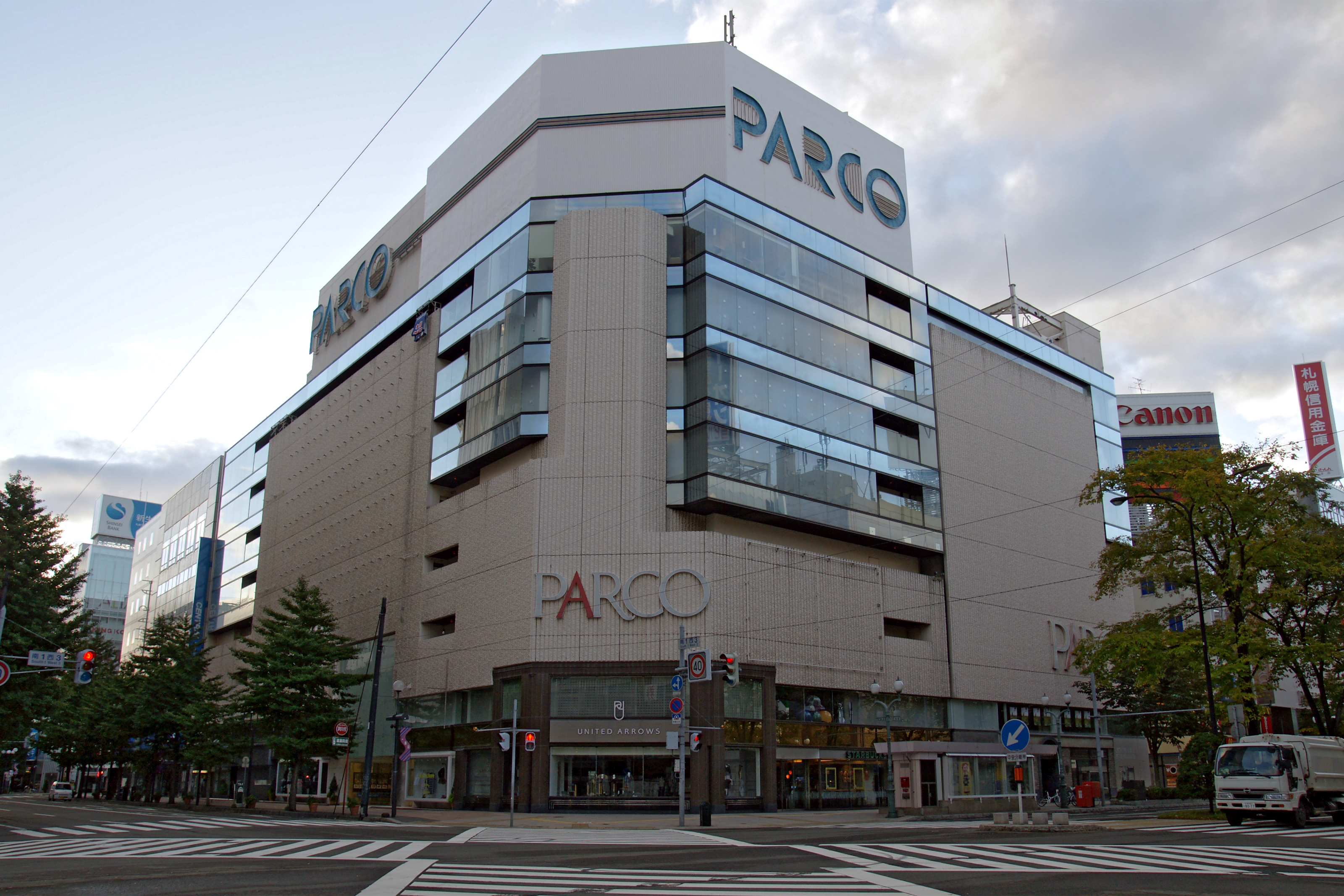
札幌パルコ（2009年10月）
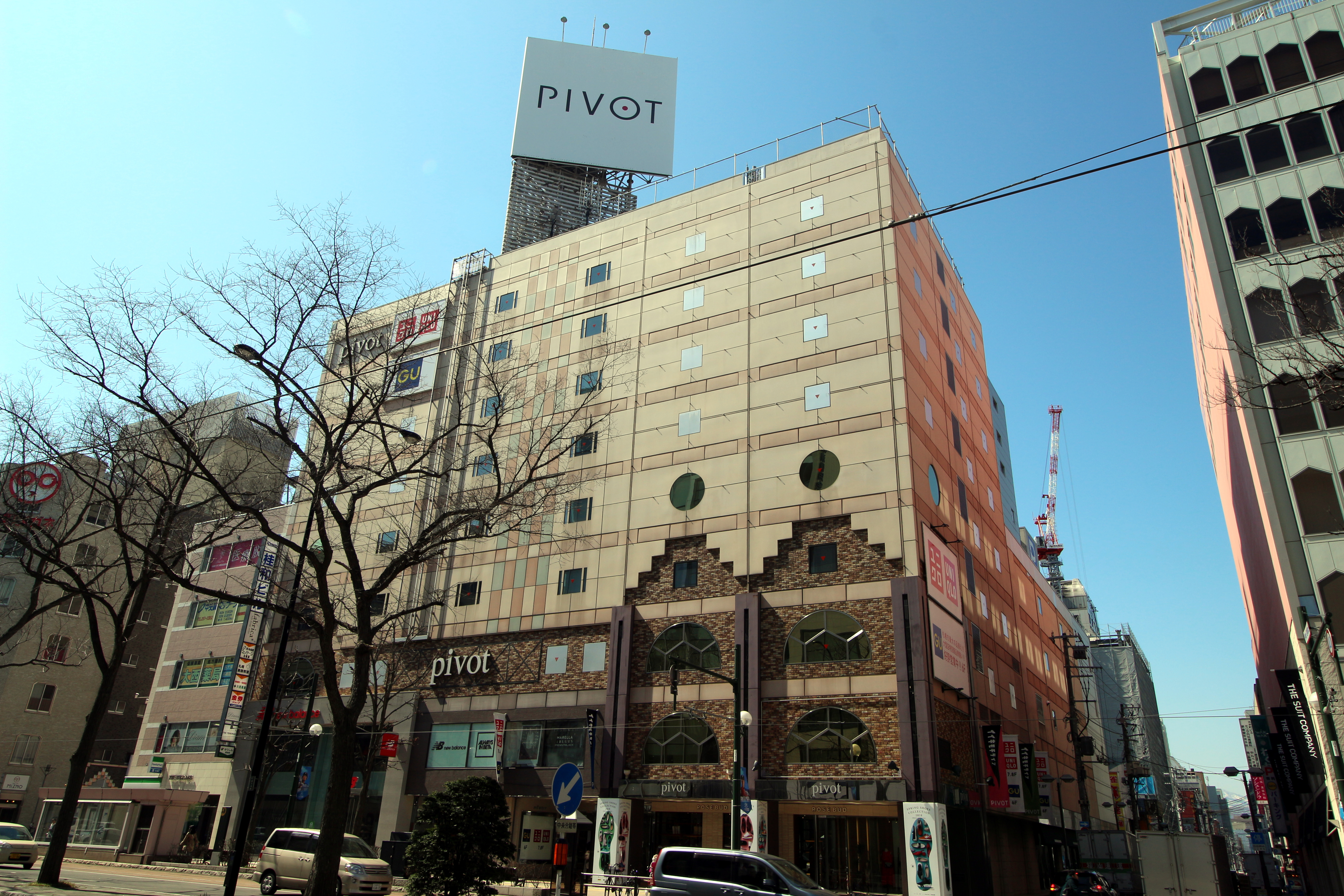
ピヴォ（2018年4月）
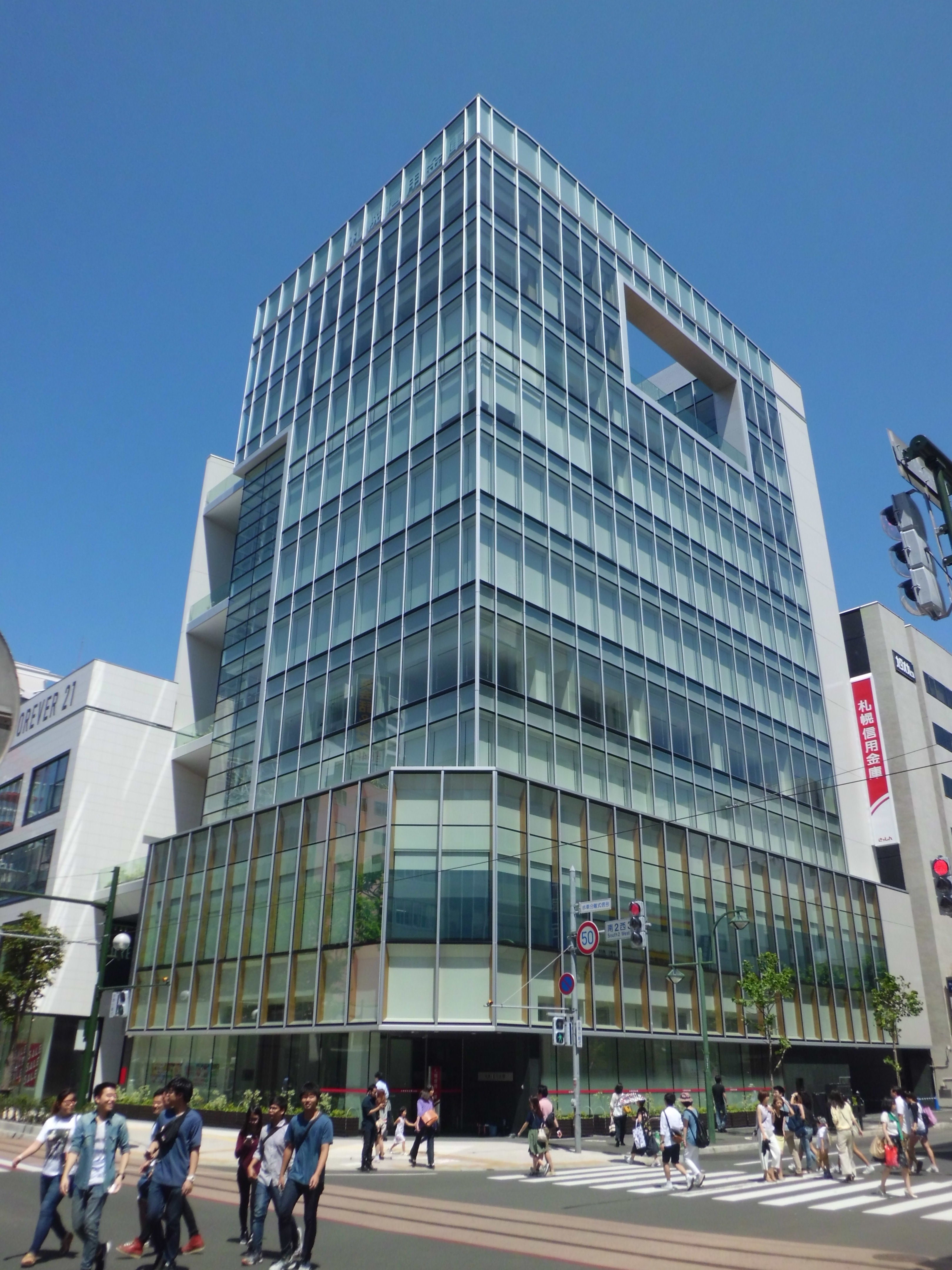
北海道信用金庫本店ビル（2016年7月）
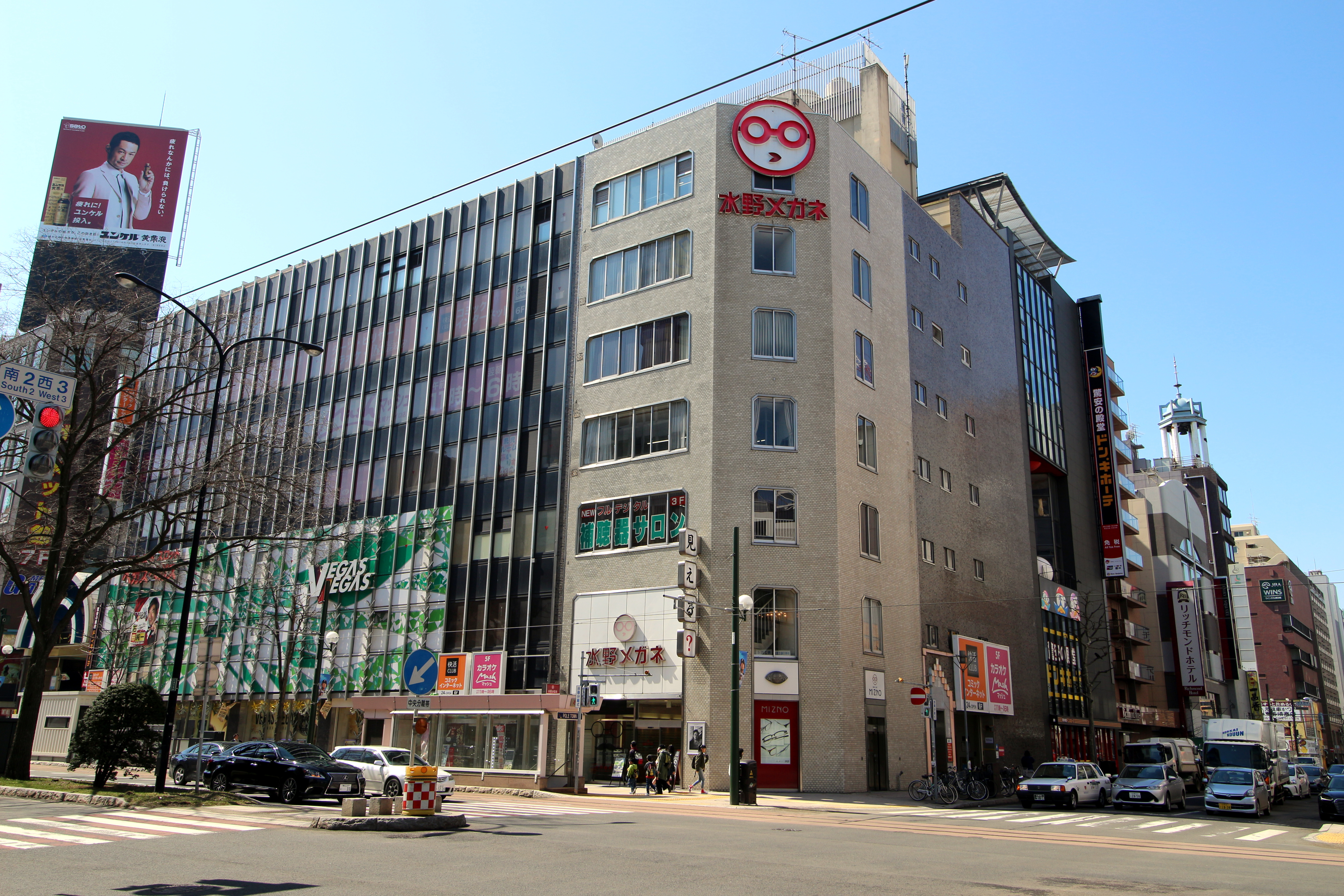
札幌ナナイロ・水野メガネ店（2018年4月）
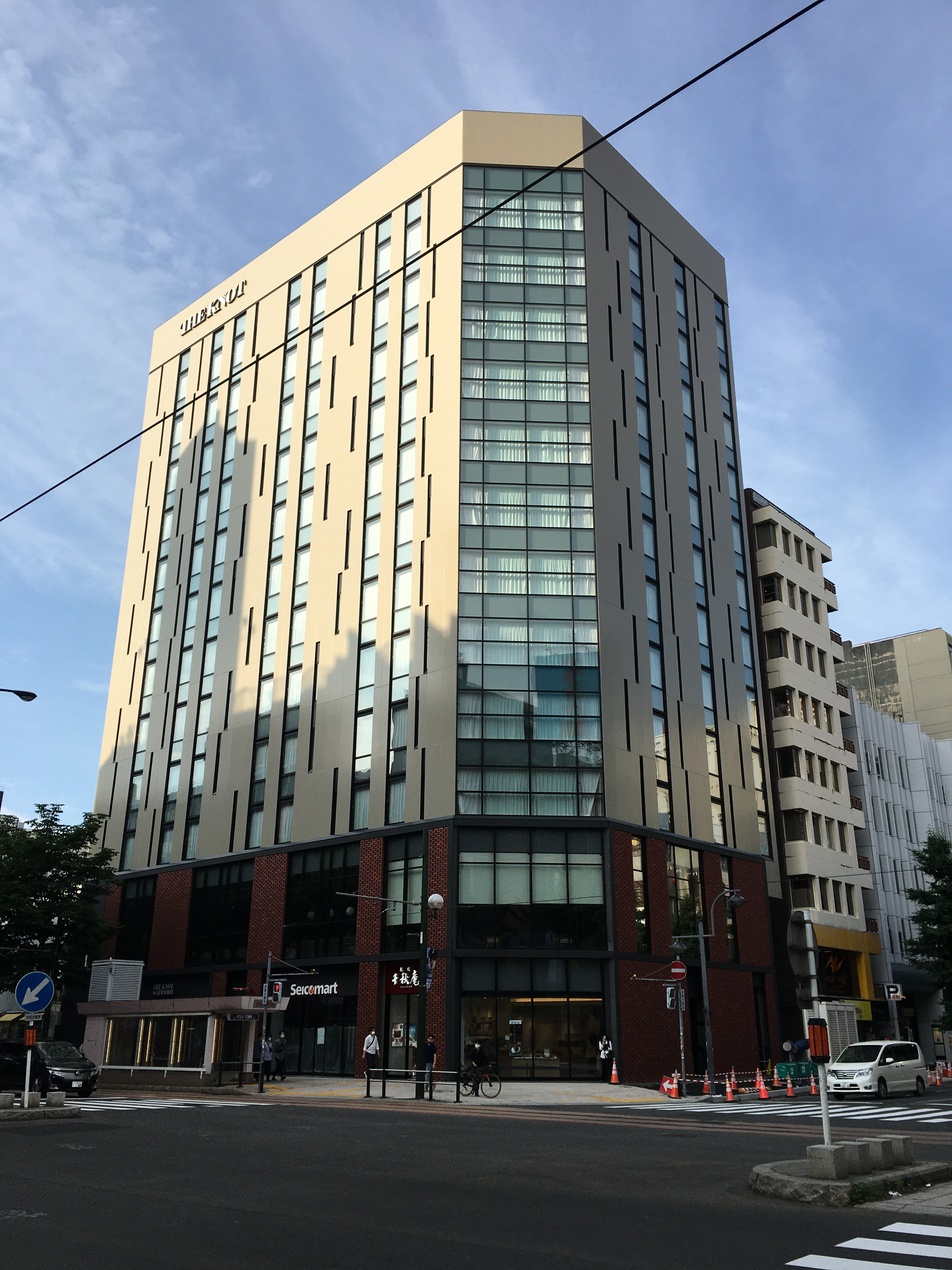
ザ・ノット札幌・札幌千秋庵本店（2020年7月）
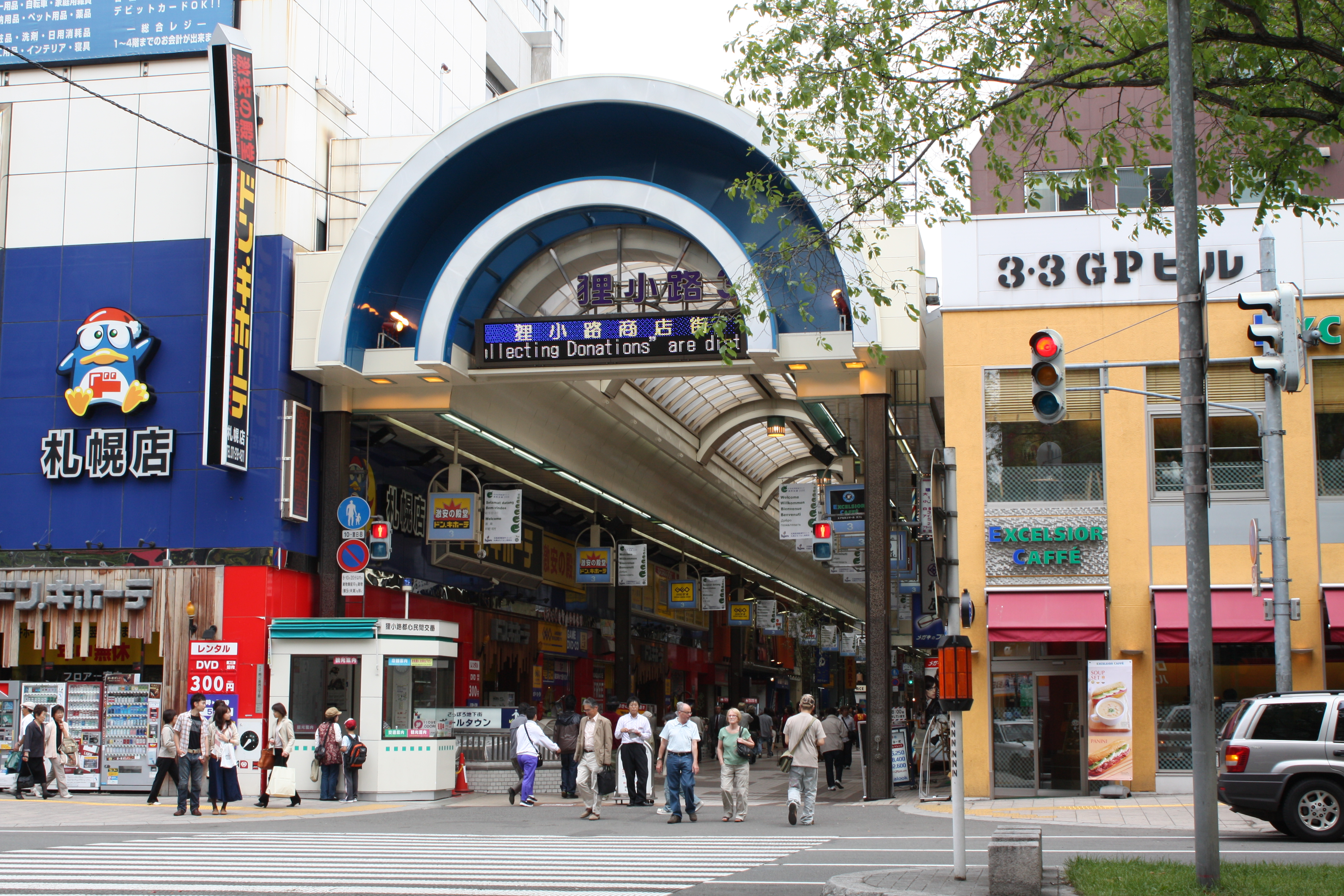
狸小路商店街（2008年6月）

## イベント
- さっぽろホコテン（6月から9月までの月数回）
- 四番街まつり（7月）
- さっぽろホワイトイルミネーション（駅前通会場）（11月から2月）

## 参考資料
- 『さっぽろ文庫』 58 札幌の通り、札幌市。2017年9月11日閲覧。
- 仲田田、菅藤善之、平井篤夫 (2014). 国道36号札幌駅前通大通地区における道路空間を活用した賑わい創出 -特例道路占用制度による食事購買施設「すわろうテラス」- (Report). 土木研究所寒地土木研究所. 2017年9月11日閲覧。